# Kabupaten Tanjung Jabung Barat
Kabupaten Tanjung Jabung Barat (engelska: West Tanjung Jabung Regency) är ett kabupaten i Indonesien.   Det ligger i provinsen Jambi, i den västra delen av landet, 700 km nordväst om huvudstaden Jakarta. Antalet invånare är 289 435.